# جاكوب فوكس (لاعب كرة قاعدة)
جاكوب فوكس (بالإنجليزية: Jacob Fox)‏ هو لاعب كرة قاعدة أمريكي، ولد في 27 سبتمبر 1879 في سكرانتون في الولايات المتحدة، وتوفي بنفس المكان في 21 أغسطس 1947.